# Mohandász Karamcsand Gandhi
Mohandász Karamcsand Gandhi, híveitől kapott tiszteletnevén Mahátma Gandhi (gudzsaráti: મોહનદાસ કરમચંદ ગાંધી; hindi: मोहनदास करमचंद गांधी; IAST: Mohanadās Karamacaṇd Gāṇdhī; IPA: ˈmoːɦənd̪aːs ˈkərəmtʃənd̪ ˈɡaːnd̪ʱi; Porbandar, Gudzsarát, 1869. október 2. – Újdelhi, 1948. január 30.) indiai jogász, politikai és spirituális vezető, az indiai függetlenségi mozgalom vezéralakja.
A Gandhi gudzsaráti kasztnév: banja, vagyis a kereskedők egyik vaisja kasztjába tartozott. Maga a család kereskedő volt. Későbbi nevét híveitől kapta; a Mahátma szanszkrit szó, jelentése: „Nagy Lélek”. Ezen a néven ismeri őt az egész világ, s vált a békés ellenállás jelképévé. Nem áll vele rokonságban a későbbi indiai miniszterelnökök közül egyik Gandhi nevű sem.

## Kronológia
Az életének rövid kronológiai áttekintése:
- 1869: Megszületik Indiában, Gudzsarátban.
- 1883: Az indiai szokások alapján gyermekházasságot köt Kasztúrbáíval.
- 1888: Londonba utazik, hogy jogot tanuljon.[6]
- 1891: Leteszi a jogi vizsgáit és hazaindul Indiába.[6]
- 1892: Bombaybe érkezik, hogy a Legfelsőbb Bíróságon ügyvédként kezdjen gyakorlatot.[6]
- 1893: Egy cég képviseletében útnak indul Dél-Afrikába, ahol még ezen évben szembesül az ott alkalmazott faji megkülönböztetéssel.[6]
- 1894: Megalapítja a Natali Indiai Kongresszust, hogy küzdjön az előítéletek ellen és az indiaiak jogaiért.[6]

Jelentősebb újságok, mint például a The Times of London, a The Statesman és az Englishman of Calcutta kezdenek felfigyelni a Gandhi által felvetett kérdésekre.
- 1903: Megalapítják a Transvaali Indiai Kongresszus nevű politikai szervezetet, hogy küzdjön az indiaiak dél-afrikai diszkriminációja ellen.
- 1904. nov.-dec.: Phoenix (Főnix) néven települést alapít.[6]
- 1906. szeptember:	Passzív Ellenállási Mozgalom indul.[6] Miután a dél-afrikai Transvaal régióban diszkriminatív törvényt fogadnak el, Gandhi először alkalmazza a Szatjágraha (az igazság iránti odaadás), vagyis az erőszakmentes tiltakozás még mindig fejlődő módszerét.[8]
- 1915. január:	Visszatér Indiába.

Megalapítja a Szatjágraha nevű ásramot Ahmadábádban. (A későbbi Haridzsán, illetve Szabarmati ásram.)
- 1919: Az Indiai Nemzeti Kongresszus politikai párt egyik vezetője lesz.[7]

Megjelenik a „Young India” első száma Gandhi szerkesztősége alatt.
- 1920: Kampányt indít a brit elnyomók ellen, és arra buzdítja az indiaiakat, hogy maguk fonják meg a ruháikat és bojkottálják a brit árukat, hivatalokat, iskolákat.[7][10]
- 1922. márc.–1924. márc.: Miután az egész országot polgári engedetlenségre buzdítja, letartóztatják és két éven át börtönben ül.[6][7]
- 1924. szept.:	21 napos böjtöt kezd a hindu-muszlim egységért.[6]
- 1930: A híres „sómenet”: Indiaiak tízezreit vezeti egy 385 km-es menetben a tengerhez.[7] hogy sót pároljanak és a brit sóadó, az állami sómonopólium ellen tiltakozzanak.
- 1930. máj. – 1931. jan.: Újra börtönben ül.[6]
- 1931: A brit alkirály és Gandhi megállapodást ír alá (Gandhi-Irwin paktum), amely a brit uralom elleni indiai polgári engedetlenség időszakának végét jelzi.[7]

1931. márc.: Londonba indul, hogy részt vegyen a kerekasztal-konferencián.
- 1932: Az új brit alkirály alatt ismét börtönbe kerül. A börtönben böjtölve tiltakozik a brit döntés ellen, hogy az ún. érinthetetleneket külön kezelik az új alkotmányban.[7]
- 1934: Kinyilvánítja azon szándékát, hogy visszavonul az Indiai Kongresszustól.[6]
- 1936: A Szevágrám ásram alapítása Vardhában.[6]
- 1940: Vinobával elindítja a háborúellenes egyéni „Szatjágrahát”.[6]
- 1942–44: A második világháború elején politikailag ismét aktívvá válik és azonnali függetlenséget követel Indiának. Újra bebörtönzik. Felesége, Kasztúrbáí meghal.[7]
- 1947. augusztus: India formálisan kivívja a függetlenségét a brit uralom alól. A muszlimok és a hinduk között azonban zavargások törnek ki. Gandhi ismét az erőszakmentesség felé fordul, és addig böjtöl, amíg a delhi zavargók békét nem ígérnek.[7]
- 1948. jan. 30.: Megöli egy fiatal hindu fanatikus.[7]

## Élete

### Ifjúkora
Gandhi Indiában, Gudzsarát államban született, jómódú család sarjaként. Apja Porbandar régió (állam) politikai alakja volt. A család a hinduizmus követője.  Ez a vallási háttér később erősen meghatározta a tanait.
Még gyermek, mindössze 13 éves volt, amikor a hindu szokásokhoz híven, a szülők választása szerint megházasodott és feleségül vette a vele közel egyidős Kasztúrbáít. Első gyermekük öt évvel később született, de pár napos korában meghalt. Később négy fiúgyermekük született.

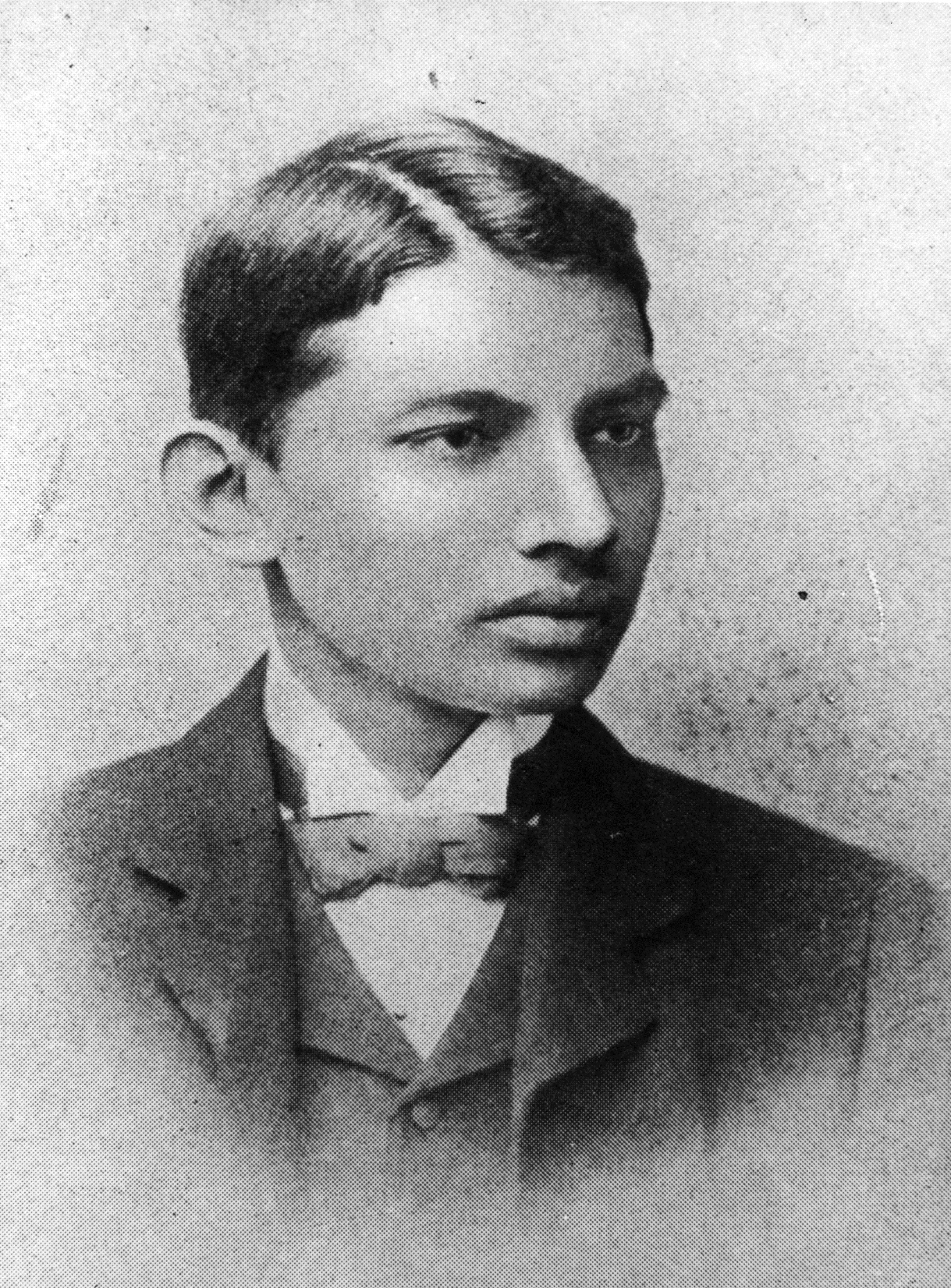
Gandhi londoni diákként, 1890 körül

1887-ben, apja halála után két évvel érettségi vizsgát tett. Rövid ideig az ahmadábádi egyetemen tanult, és 19 éves volt, amikor 1888-ban elhatározta, hogy Angliába, Londonba megy továbbtanulni. Abban az időben még kevés egyetemi tanulmányokat folytató indiai fiatalember szánta rá magát a hosszú utazásra. 
A fiatal Gandhi elutazása előtt (táplálkozási és nemi) önmegtartóztatási fogadalmat tett. Ekkor már egy fiúgyermeke volt, később még három fia született. 
Négy fia, a születésük évével: Harilál Gandhi (1888); Manilál Gandhi (1892); Rámdász Gandhi (1897) és Devdász Gandhi (1900).
Négy fia megszületése után feleségével, Kaszturbával fogadalmat tettek házaséletük felfüggesztéséről.
Londonban, a University College-on  és az Inner Temple-n jogot tanult. Angliai tartózkodása (1888-1891) örökös gyötrelemben telt el. Különösen az étkezéssel voltak nagy bajai, mert a fogadalma  és vallása miatt állati eledelt, húst vagy tojást egyáltalán nem evett. Egy barátja révén Angliában ismerkedett meg a Bibliával. Az Újszövetséget megszerette, különösképp a hegyi beszédet. Később az ideológiája Krisztus tanításaira is épült.
Három év múlva letette vizsgáit és ügyvéddé avatták, visszatért Indiába és Bombayban ügyvédi irodát nyitott.

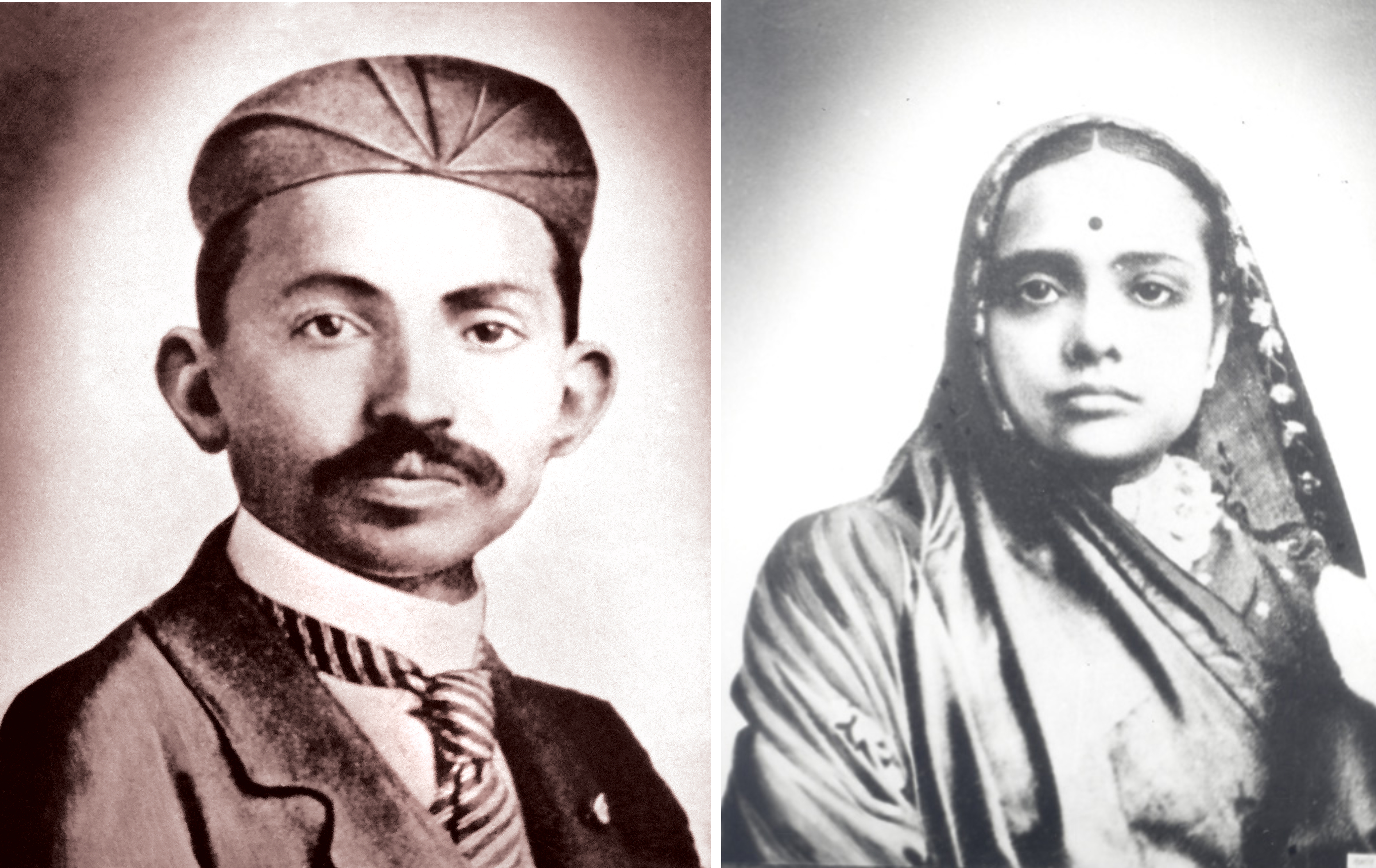
Gandhi és a felesége, Kasztúrbáí 1902-ben

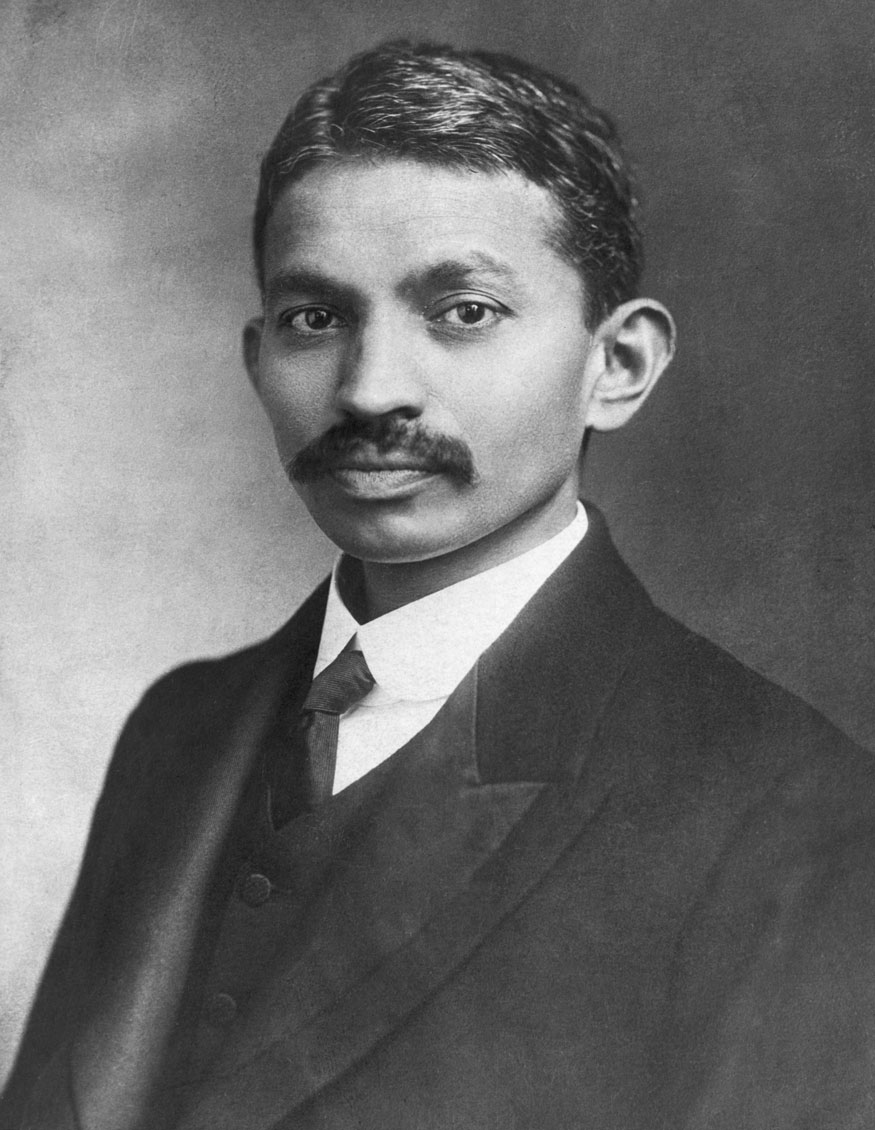
Gandhi 1906-ban

Pályakezdéskor Gandhi habozott, hogy a jogászi vagy az orvosi pályát válassza-e. Azért döntött mégis a jogászi hivatás mellett, mert vallási származásából adódóan nem tartotta erkölcsösnek az orvosi munkát (a boncolások miatt).

### Dél-Afrikában

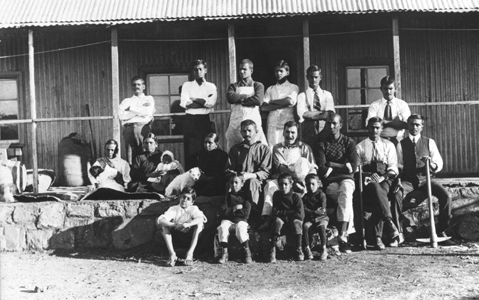
Gandhi a Tolsztoj-farm férfi lakóival, 1910

1893-ban egy indiai kereskedőcég felajánlotta neki, hogy mint ügyvédjét kiküldi Dél-Afrikába. Ő elfogadta az ajánlatot, hogy így egy új országot ismerhet meg és bővítheti a tapasztalatait. Itt Durban városában igen jól menő ügyvédi irodája volt. Dél-Afrikának ezen a részén sok bevándorolt indiai vendégmunkás élt. Gandhi és családja – kisebb megszakításokkal – huszonegy évet töltött Dél-Afrikában. Ez alatt az idő alatt alakult ki benne a későbbi, erőszakos módszereket kerülő forradalmár és népe felszabadításának harcosa.
Az országban azonban szembesült az indiaiakat sújtó diszkriminációval. Leszállították a vonatról Pietermaritzburgnál, miután nem volt hajlandó átmenni az első osztályról a harmadik osztályra, pedig az első osztályra volt érvényes jegye. A hindu kisebbség szószólója lett. Ebben az időben alakította ki filozófiai rendszerét, melyre egész pályafutása épült. Elvének lényege, hogy az igazság ereje győz, ennek érdekében passzív ellenállással kell elérni a kitűzött célokat.
Pár év alatt sikeres ügyvéd és kimagasló politikai személyiség lett. Ügyvédi gyakorlatát fokozatosan felhagyta és ideje legnagyobb részét a dél-afrikai hinduk életkörülményeinek javításának szentelte. A szerződött munkások jogainak védelmezőjeként széles körben ismertté vált. Konferenciákon szólalt fel, memorandumokat fogalmazott a kormány minisztereinek, leveleket írt az újságoknak és petíciókat küldött szét. Két röpiratot adott ki: Felszólalás minden Dél-Afrikában élő brithez és Felszólalás az indiaiak választójogáért.

Létrehozta a Passzív Ellenállás Egyesületét, és 1906 szeptemberében a johannesburgi Empire Színházban összegyűlt indiaiakat megeskette, hogy nem engedelmeskednek a megalázó törvényeknek. Más tömeggyűléseken is a kormány elleni bojkottra szólította fel az indiaiakat.
Közben megkezdte sajátságos egyéni életmódját. A húsevéstől továbbra is szigorúan tartózkodott. Hosszú töprengés után úgy döntött, hogy a legeszményibb étel a kecsketej, bár erre az elhatározásra is nehezen szánta el magát, mert a tej is állati eredetű eledel. Dél-Afrikában kezdte megtartani hétfői csendes napjait. Ehhez később is szigorúan ragaszkodott. Bármilyen sürgős ügyei is voltak, a hétfőt mindig szótlan, magányos elmélkedéssel töltötte el.
John Ruskin könyveinek hatására egy önfenntartó mintatelepülést hozott létre Phoenix elnevezéssel, azzal a céllal, hogy a nincsteleneknek és meghurcoltaknak átmeneti otthont nyújtson. Barátja, Hermann Kallenbach, egy gazdag üzletember, 4.45 km²-es (1100 acre-s) gazdaságot adományozott Gandhi számára Johannesburg közelében. Itt a birtokon mindenki fizikai munkát végzett és szerény vegetáriánus táplálékot fogyasztott. Egyben itt kísérletezett Tolsztoj kései elképzeléseinek megvalósításával, így a közösség később a Tolsztoj-farm nevet kapta.
1908-ban megírta Hind Szvarádzs, avagy az Indiai önkormányzat című művét, amelyben a modern civilizációról, az orvostudományról, az oktatási rendszerről, a gépekről, a vallásról és az emberekről alkotott nézeteit ismerhetjük meg.
1914 júliusában családjával elhagyta Dél-Afrikát, hogy Londonon keresztül hazatérjen.

### Indiában

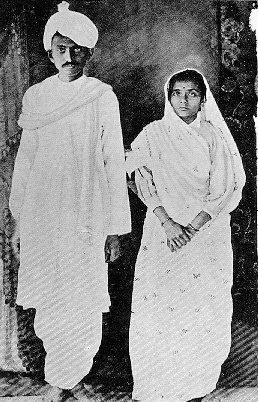
Gandhi és Kasztúrbáí 1915 januárjában, Indiába való visszatérésük után

1915 januárjában családjával visszaérkezett Indiába. Dél-afrikai küzdelmei nem maradtak ismeretlenek szülőhazájában sem, ezért hazatérve megbecsüléssel fogadták.
Bár még ügyvéd volt, nem sokkal később teljesen abbahagyta pályát, mert arra a meggyőződésre jutott, hogy "a törvénykezés olyan módszer, amely erőszak alkalmazásával próbál igazságot tenni".
1915 májusában Ahmadábád külvárosában, először Szatjágraha (Satyagraha)  ásram néven, majd Haridzsán (Harijan) , illetve Szabarmati (Sabarmati)  néven, egy erősen a Tolsztoj befolyása alatt berendezett életközösséget alakított ki. Szegény embereket gyűjtött maga köré, közöttük sok páriát. A közösség minden tagja fogadalmat tett, hogy csak az igazságot (szatja) követi, tartózkodik minden erőszakos cselekedettől (ahimsza), húst nem eszik, brahmacsarja életet él és lemond a magánvagyonáról (aparigraha).
Később, 1919-től kezdve, amikor Gandhi szabadságmozgalma teljes erővel megindult, Szatjágraha lett az egész indiai mozgalom neve.
Az első világháború alatt Gandhi kórházcsapatot hozott létre, majd a háború után honfitársaival együtt várta a félig-meddig beígért indiai önkormányzatok megvalósítását. Mikor ez nem következett be, politikai agitációba kezdett, különösen azután, hogy az angolok a szvaradzsista (önkormányzati) mozgalom megnyilvánulásaira az amritszári vérengzéssel feleltek (1919), ahol géppuskákkal lőttek halomba békésen és fegyvertelenül gyülekező tüntetőket.
India ebben az időben még brit koronagyarmat volt. Az ipar kifejlődött ugyan, de az osztalékok vagy Angliába, a külföldi tőkésekhez áramlottak, vagy az indiai gazdagok vagyonát gyarapították. Gandhi bejárta India falvait, és szembesült az egész országot érintő súlyos válsággal. A Brit Birodalommal szemben a hindu nacionalizmus képviselőjeként lépett fel, és a parasztokat bátorította, hogy ne fizessék a törvénytelenül kivetett adókat. 1918-ban Csamparanban polgári engedetlenségi mozgalmat, Ahmadábádban sztrájkot szervezett. Ekkor tartott először éhségsztrájkot politikai eszközként egy közügy érdekében.

#### 1920-as évek

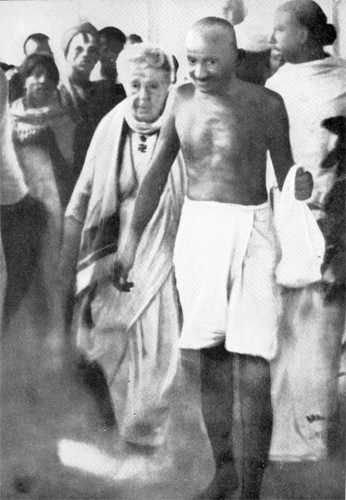
Gandhi Annie Besanttal, Madras, 1921

Bal Gangadhar Tilak  indiai politikai vezető 1920-ban bekövetkezett halála után a függetlenségi mozgalom élére állt, és ő lett az Indiai Nemzeti Kongresszus vitathatatlan irányítója. Ekkoriban kapta a Mahátma jelzőt is híveitől. (Egyes szerzők szerint R. Tagore használta először ezt a jelzőt Gandhira, még 1915-ben.)
A Kongresszus Gandhi javaslatára jóváhagyta a kormánnyal való együttműködés megtagadását, az idegen intézmények bojkottját és a teljes önkormányzat követelését. Gandhi a fejlődés gátjának az idegen (brit) uralmat tartotta.

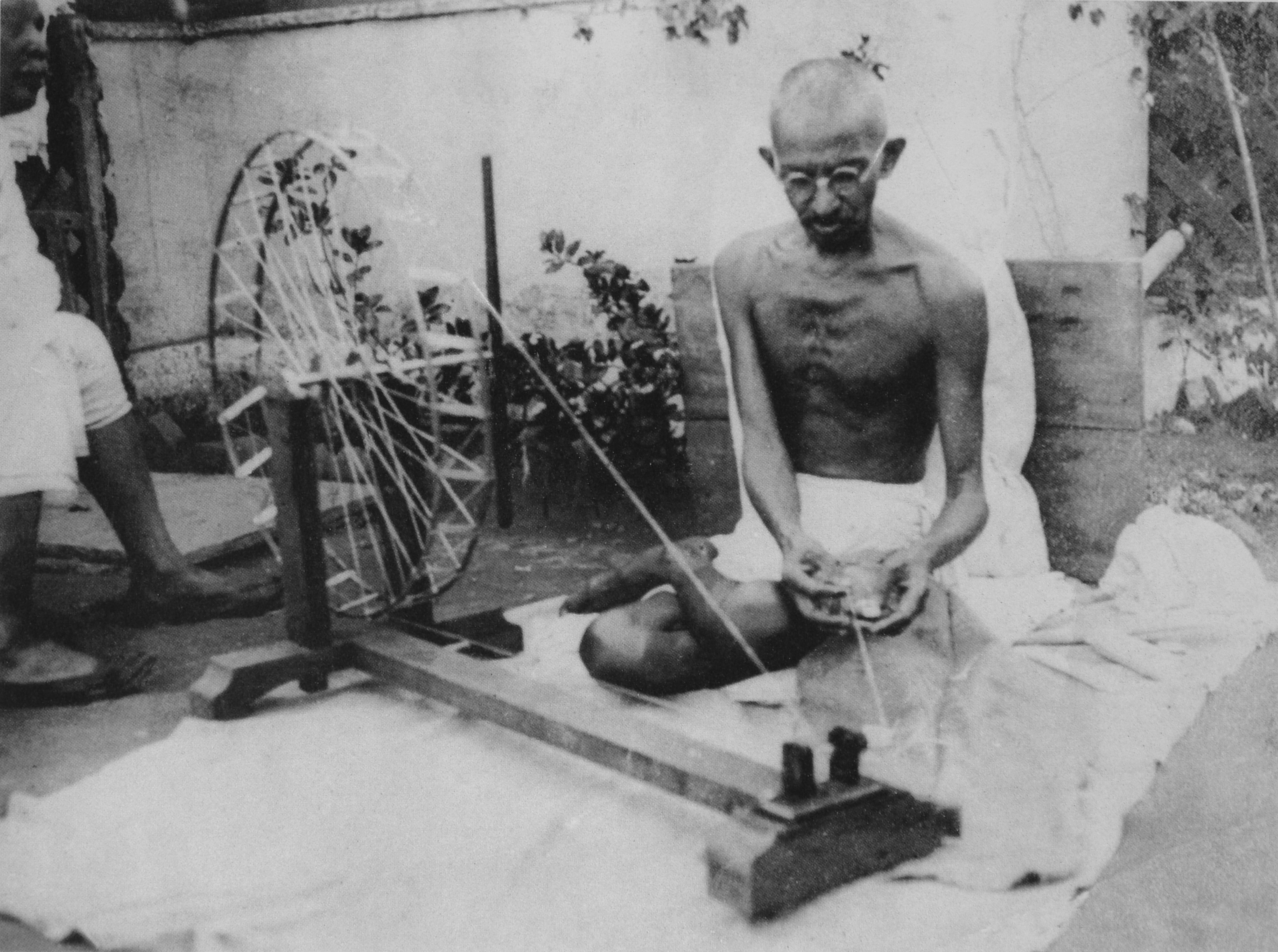
Gandhi a rokkán fon, 1920-as évek vége

Az elnyomással szembeni tiltakozás magába foglalta az adómegtagadást, a katonai szolgálat megtagadását, minden nyilvános hivataltól való tartózkodást és végül mindennemű angol áru bojkottálását. A passzív rezisztencia hatalmas erőre kapott és jó darabig egyensúlyozta azoknak a hindu nacionalistáknak a mozgalmát, akik erőteljesebb és aktív, forradalmi eszközökkel akarták az angolok ellen a harcot folytatni.
Gazdasági és kulturális meggondolásokból buzdított a pamutipar hagyományának újraélesztésére. Ekkor kezdte meg Gandhi is a rokkán való napi egy-két órai fonást. 
Kezdeményezésére egész Indiában lábra kapott a törekvés: visszatérni az ősi foglalkozáshoz, a házi fonáshoz és szövéshez. Anglia kelmegyárai már a rokka-mozgalom első éve után súlyos, milliókra rúgó veszteséget könyvelhettek el, az elszegényedett indiai tömegek pedig becsületes kenyérkeresethez jutottak. Tevékenysége hozzájárult, hogy mindenfelé elterjedt a rokka az ország tájain. Ő is a saját maga által készített dhoti ágyékkötőben járt.
1922-ben az egész országot polgári engedetlenségre buzdította, amiért hat év börtönbüntetésre ítélték. A börtönben 1924-ben vakbélgyulladást kapott, megoperálták és utána a nép tömeges tiltakozásának hatására az angolok jobbnak látták szabadon engedni.
A következő évben tartotta első nagyobb böjtjét. Három hetes éhségsztrájkjával el akarta érni a vallási és faji gyűlölködés megszűnését a hinduk és muszlimok között. Mikor az orvosok figyelmeztették, hogy szervezete nem bírja majd elviselni a hosszú böjtöt, így felelt: »Uraim, önök megfeledkeznek a lélek erejéről«. 
Miután nagy tekintélye volt, sikerült nyomást gyakorolnia a vallási vezetőkre, hogy azok egységkonferenciát hívjanak össze, amelyen megállapodtak a lelkiismereti és vallásszabadság biztosításában és elítélték az erőszakot.
Bár ez időtől politikai akciói révén egyre élesebb ellentét alakult ki a brit hatóságok és az indiai függetlenség hívei közt, öt évig tartó viszonylagos nyugalom következett. A brit politika ezalatt komoly erőfeszítéseket tett, hogy a hinduk önkormányzati kívánságait teljesítse, de azért megóvja a birodalmi érdekeket is.
1928-ban egyéves politikai szilenciumot fogadott, közben társadalomépítő konstruktív programját népszerűsítette.

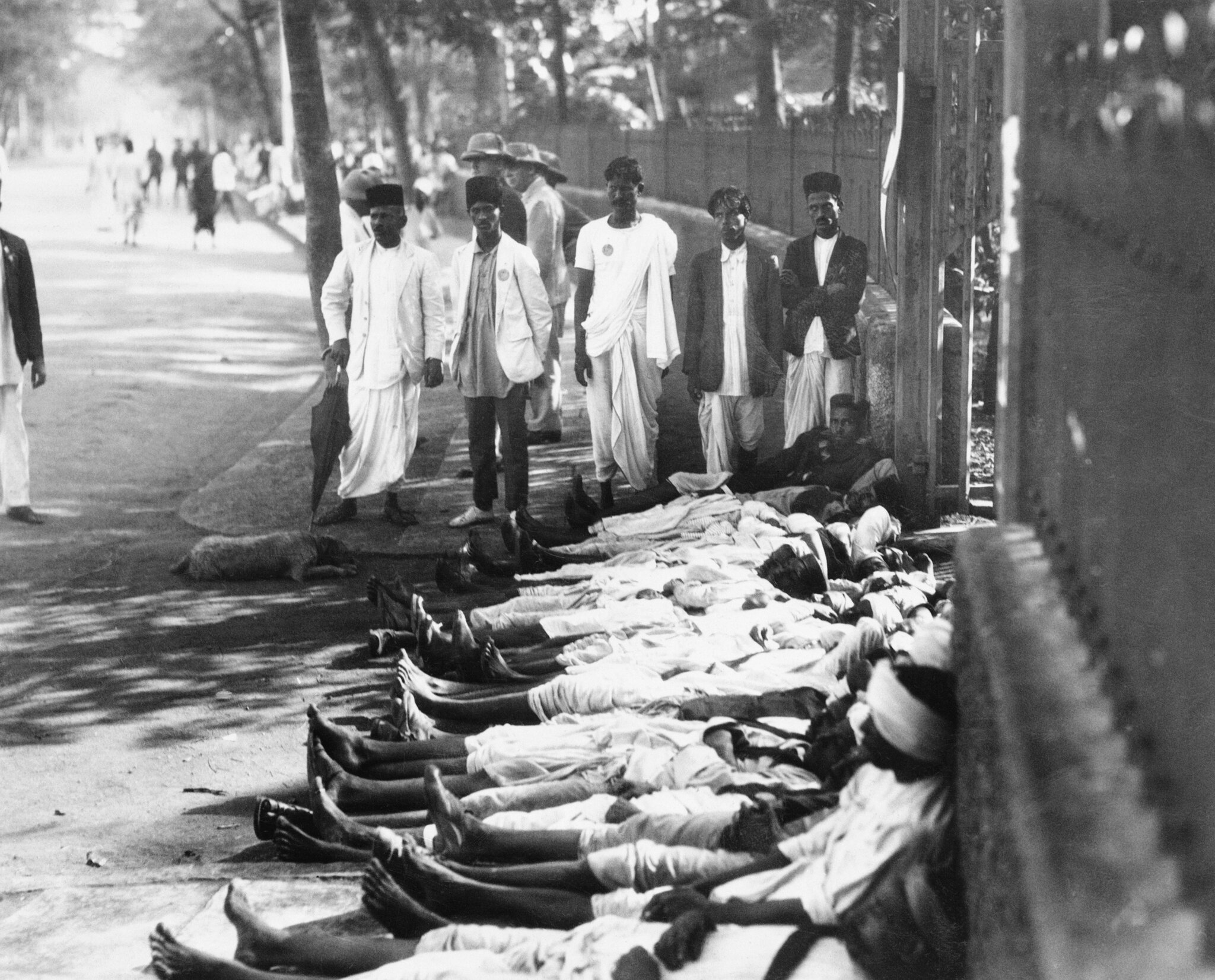
Az erőszakmentes mozgalomban résztvevő indiai munkások sztrájkolnak, 1930

#### 1930-as évek
1930. január 26-án a Kongresszus határozata alapján első ízben ünnepelték meg országszerte a Függetlenség napját, amely azóta is India ünnepe. Ugyanaznap mindenütt felolvasták Gandhi függetlenségi nyilatkozatát.

A sómenet élén, 1930

1930. január 30-án lapjában, a Young Indiában közzétette 11 pontos követelését. A Kongresszus és Gandhi politikai követeléseinek sztrájkhullám, fegyveres megmozdulások és parasztmozgalmak adtak nyomatékot.
Legismertebb tüntetése a 24 napos sómenet volt. 1930. március 12-én Ahmadábádból a sómenet élén indult el, hogy tiltakozzon a britek sómonopóliuma ellen. A közel 400 kilométeres út után – miután több ezer tiltakozó csatlakozott hozzá – április 5-én érkezett meg a tengerhez, Dandiba. Híveivel ezután a tengerparton sólepárlókat épített, hogy ezzel is csökkentsék a sóeladásból addig nagy hasznot szerző gyarmatosítók bevételét.  Ezzel a tettével az egész nemzetet mozgósította. India hosszú partvonala mentén az ott élők mind belegázoltak a vízbe, hogy sólepárlók felmutatásával tüntessenek a brit sómonopólium és fennhatóság ellen.
Az indiaiak nem vásároltak többé sót az angoloktól, maguk szőtték meg otthon ruhájukat, hogy ne kelljen angol árut vásárolniuk, hivatalt, tisztséget nem vállaltak, semmiféle formában nem működtek együtt az angolokkal. Emellett szerte Indiában egyre inkább terebélyesedtek a sztrájkmozgalmak, a tömegtüntetések. A kormány megkezdte a letartóztatásokat. Májusban Nehruval együtt Gandhit is letartóztatták. Június végére közel százezer politikai vezető volt börtönben. A Kongresszust törvényen kívül helyezték.
1931-ben Lord Irwin  alkirály szabadon engedte a Kongresszus vezetőit és Gandhit. Úgy döntött, hogy tárgyalásokat folytat Gandhival. A Gandhi–Irwin paktumot 1931 márciusában írták alá. A brit kormány beleegyezett abba, hogy felszabadítja az összes politikai foglyot, a polgári engedetlenség mozgalom felfüggesztése ellenében. A paktum alapján pedig Gandhit meghívták a londoni kerekasztal-konferenciára, hogy megbeszéléseket folytasson az Indiai Nemzeti Kongresszus képviselőjeként.

#### Európában

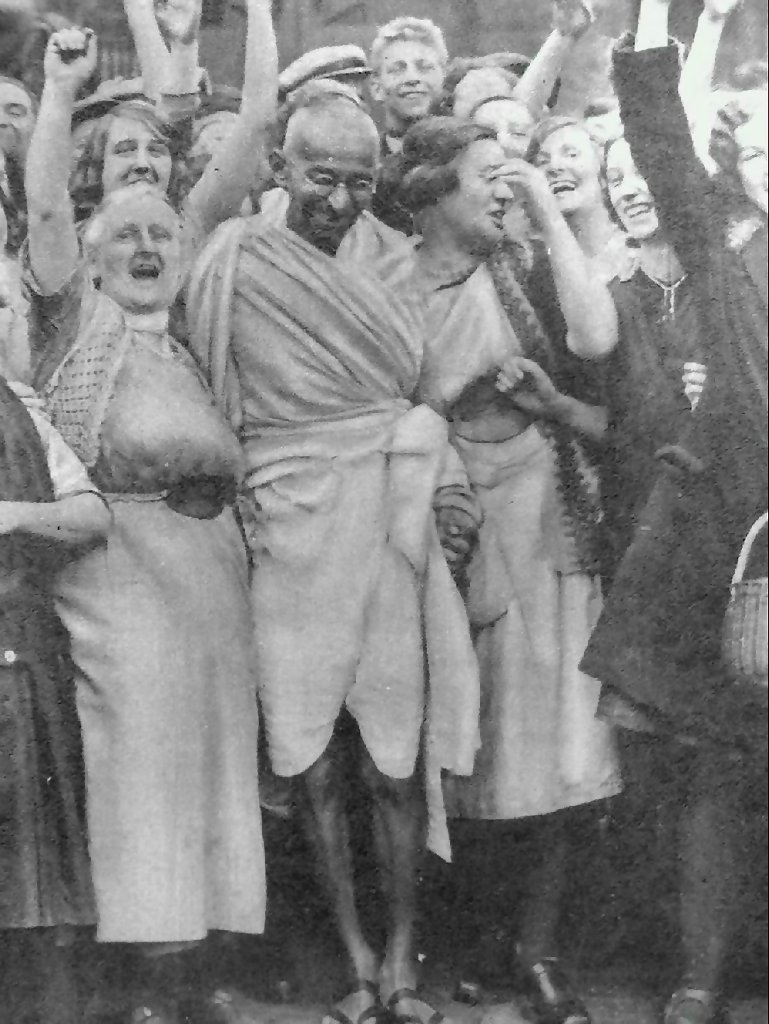
Gandhi textilipari munkásnőkkel Angliában, 1931

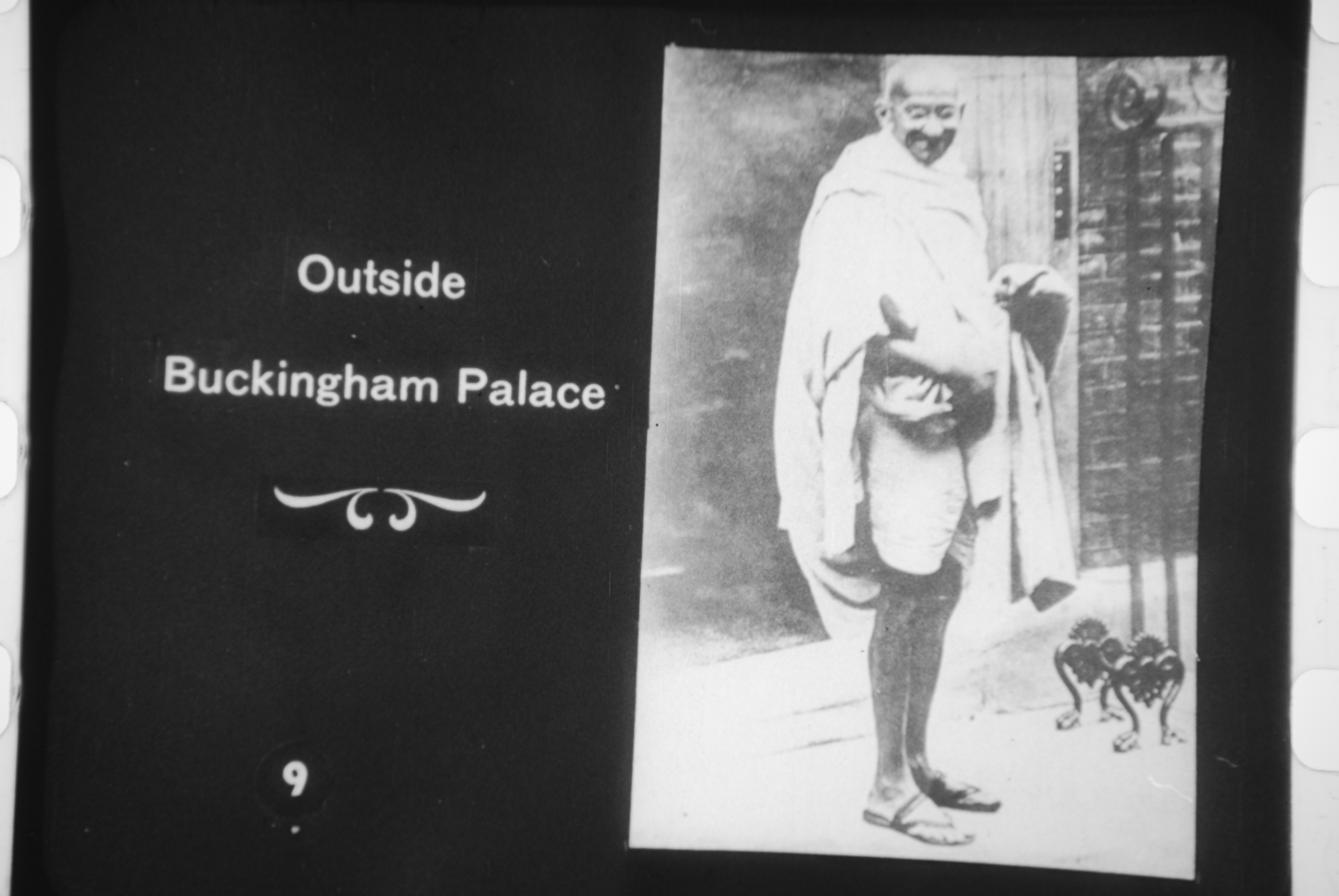
A Buckingham-palota előtt

A korabeli kolozsvári politikai napilap írta róla (1931. aug.) :
Micsoda irtózatos hatalmat jelent ez a vakarcs emberke. Negyedszázada teremtő izgalom lázong körülötte, s a világ leghatalmasabb szervezetének, – amely majdnem háromszoros Európára és sok százmillió emberre szélesedett, – végül is alkudozni kell ezzel a gnómmal. A round-table (kerekasztal) ragyogó termében, az angol gentleman-like fenségétől és a maharadzsák gyémánttól szikrázó turbánjaitól körülhízelegve az igazság, az erő, a hatalom trónusán ülve mégiscsak ez a kis szörnyeteg lesz a döntő tényező. És nem lehetetlen, hogy a világ legtiszteltebb uralkodója, India császárja és az angol világbirodalom királya, parókák, aranyzsinórok, palástok, rendjelek özönében, ékszerek káprázatától díszesen, találkozni lesz kénytelen az eszmék vakító világosságától körülnyalt mezítlábas emberkével, akinek parádéja mindössze a „szegény ember tehénkéje” és egy kezdetleges szövőszék. Melyik fény a nagyobb és hatalmasabb?
És való igaz, angliai útján – a brit nemzet megdöbbenésére – papucsban, dhoti ágyékkötőben és fehér lepelben vonult be a Buckingham-palotába, hogy együtt teázzon V. György királlyal és Mária királynével. „A király annyi ruhát viselt, amennyi elég lett volna mindkettőnknek.” – nyilatkozta utólag.
Angliában hangoztatta, hogy az indiai nacionalista kongresszus olyan célokért küzd, amelyeket az angolok is büszkén vallhatnának magukénak. Teljes szabadságot követelnek India éhező millióinak, de kizárólag az igazság és a béke eszközeivel. Itt tartózkodása során London egyik keleti szegénynegyedében, egy népszállóban lakott.
Anglia után néhány napot Párizsban töltött, barátai és hódolói között. Párizsból Svájcba utazott, de ottani barátait sokkal inkább filozófiája érdekelte, mint politikája. Itt néhány napot eltöltött barátjánál, Romain Rollandnál. Utána Olaszországba utazott, ahol az olasz kormány meleg fogadtatásban részesítette. Hosszabb megbeszélést folytatott Mussolinival, de itteni összeköttetéseit nem tudta kihasználni.
A rajongás, amely Európában mindenfelé körülvette, nem politikai küldetésének szólt, hanem világmegváltó eszméinek. Európa ekkor már a kor egyik legnagyobb emberét ünnepelte benne.

#### Újra India

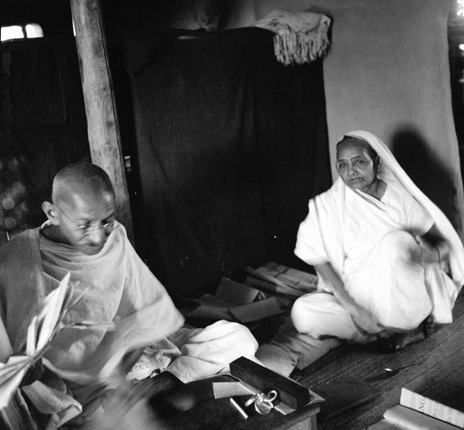
Gandhi és felesége, Kasztúrbái az 1930-as években

Az 1931-es Gandhi–Irwin tárgyalás a Kongresszus hivatalos elismerését jelentette, de 1932-ben az új alkirály, Freeman-Thomas  kemény kézzel fogott hozzá a rendcsináláshoz. Gandhit és a Kongresszus vezetőit ismét letartóztatták, a pártot illegálisnak nyilvánították.
Gandhit sokszor letartóztatták, azonban egyetlen alkalommal sem tartották két évnél tovább börtönben. Nem akarták, hogy angol börtönben haljon meg, mert ezzel a ténnyel nemzeti és vallási vértanúvá válna, ami lángra szítaná a nehezen elfojtott indiai kedélyeket. 
Miután csak ideiglenesen internálták, 1933 tavaszán felfüggesztette a már csak itt-ott felbukkanó polgári engedetlenségi mozgalmat és feloszlatta a párt szervezeteit. A politikai élet csak akkor éledt fel, amikor a brit parlament elfogadta az India kormányzásáról szóló 1935. évi törvényt, amely India új alkotmánya lett és 1937-ben lépett hatályba.
Ezekben az években Gandhi visszavonult a politikától és a háttérben maradt. A falufejlesztési filozófiája révén a 30-as évek közepén létrehozta a Szevágrám ásramot Vardhá mellett (Mahárástra állam), ahol ő is hosszú éveken át élt. Bár híres és hatalmas népvezér volt, egy kis vályogkunyhó egyetlen szobájában lakott.
Az 1930-as években a britekkel való harc helyett minden erejét arra fordította, hogy a kasztokból kizárt páriák helyzetét tegye elviselhetőbbé. Ezeknek a száma közel egyötöde volt az indiai lakosságnak. A britek a páriák érdekében végzett munkájában támogatni szerették volna Gandhit, de ő visszautasította és külső beavatkozásnak minősítette segítségüket. Gandhinak az volt a célja, hogy a páriákat ne szakítsa ki a hindu vallás közösségéből, magát a hinduizmust reformálja meg és ötödik kasztot teremtsen a minden emberi jogból kizárt tömegek számára.
1939-ben megakadályozta a Kongresszuson belül a baloldal előretörését és helyreállította a párt egységét.

#### 1940-es évek

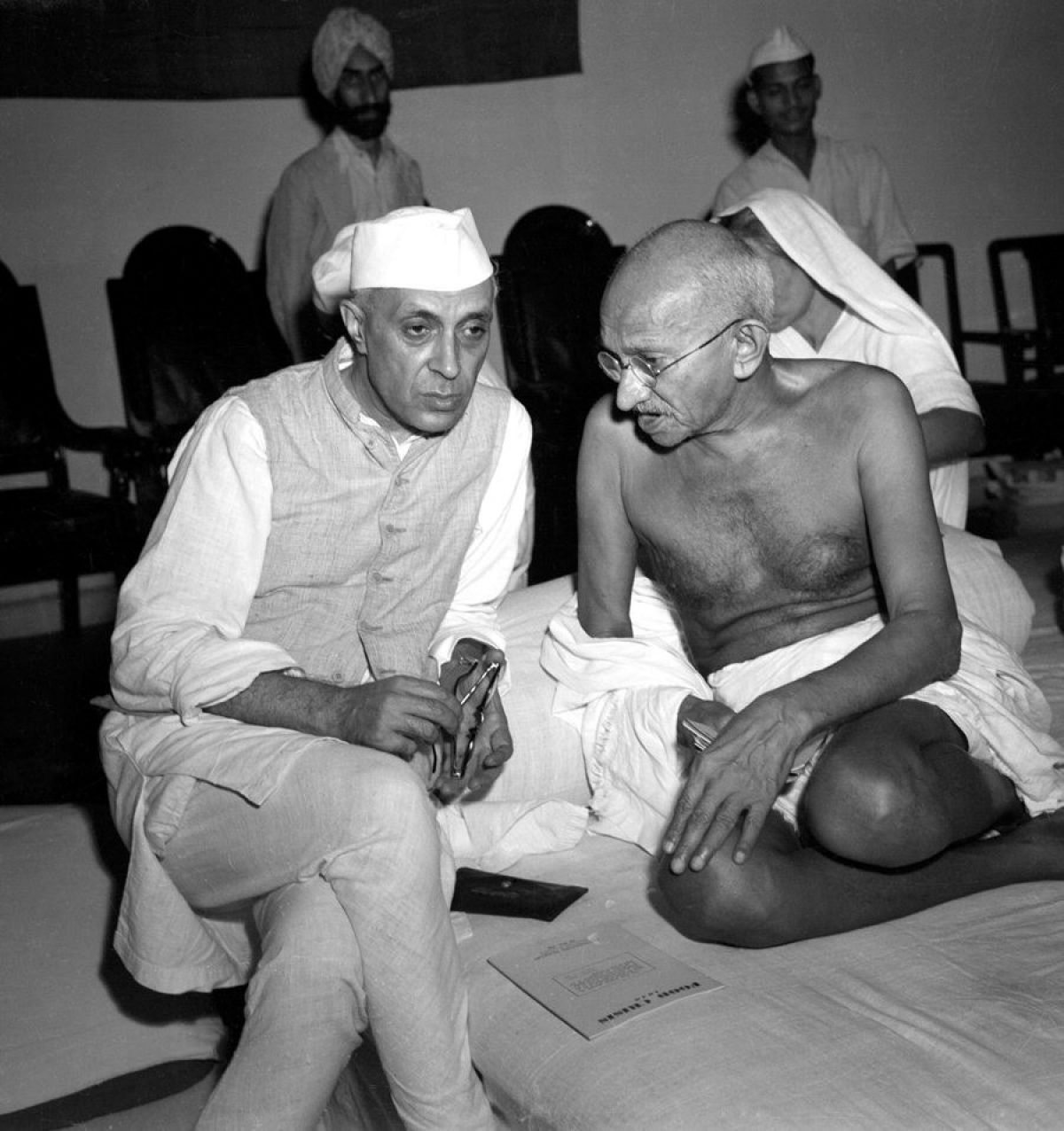
Nehru és Gandhi, 1946

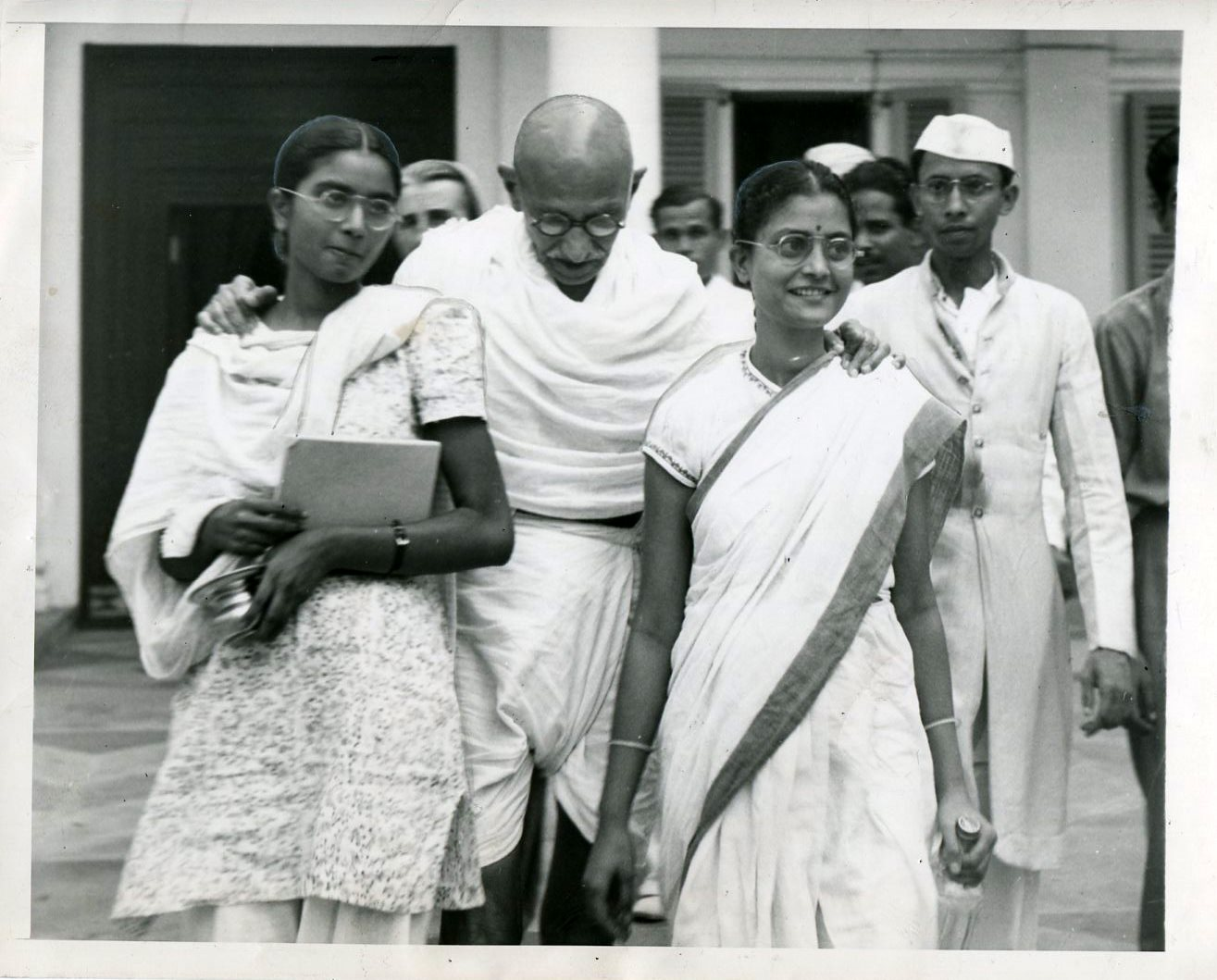
Gandhi két unokahúga társaságában, 1947. október

A második világháború idején többször hangsúlyozta, hogy csak a független, szabad India tud csatlakozni a szövetséges hatalmakhoz. A polgári engedetlenség és a passzív ellenállás a leghevesebb európai és észak-afrikai harcok idején érte el csúcspontját, ám India függetlenségét mégsem sikerült kivívniuk.
1942-ben jelent meg az Össz-indiai Kongresszusi Bizottság Gandhi által megfogalmazott határozata, melynek lényege: „Britek, távozzatok Indiából!” (British, quit India). Gandhit a feleségével és a többi vezetővel együtt letartóztatták. Bombayban pedig a brit rendőrség tüzet nyitott a tüntetőkre. 1943-ban 21 napos éhségsztrájkot tartott.
Hat nappal a letartóztatása után titkára és barátja, Mahádév Dészái szívelégtelenségben meghalt.
1943 decemberében felesége lett beteg, majd a következő év februárjában meghalt. A sorscsapások hatására Gandhinak is egyre inkább romlani kezdett az egészsége, és 1944. május elején Wavell alkirály kiengedte, nehogy a 74 éves, szentként tisztelt  indiai vezető is brit börtönben haljon meg. Szabadulása után azonban szembesülnie kellett azzal, hogy politikai küzdelme nem érte el a célját: a hinduk és muzulmánok kiegyezése nem jött létre, nem tudta elejét venni a véres zavargásoknak, és a volt gyarmat 1947-es függetlenné válásával az ország két részre szakadt: Indiára és Pakisztánra (utóbbi a mai Pakisztánt és Bangladest foglalta magába).
Gandhi ellenezte az indiai szubkontinens vallások szerinti megosztását.
1946-ban Bengáliába ment, hogy lecsillapítsa a vallási közösségek összetűzéseit. A zavargásokban legjobban sújtotta területeket járta gyalog egyik faluról a másikra, hogy a békét helyreállítsa. 1947-ben Bihárban békített. Nem járult hozzá az ország felosztásához, amit így a Kongresszus nélküle fogadott el.
1948 elején éhségsztrájkkal elérte, hogy India adja át Pakisztánnak a nemzeti vagyon neki járó részét.

#### Halála
Élete utolsó hónapjait Újdelhiben töltötte, ahol a – ma Gandhi-múzeumként működő – Birla Házban szállt meg.
1948. január 30-án, miközben arra akarta rávenni a hindu közösséget, hogy tegyen engedményeket a muszlim kisebbségnek, és úton volt, hogy beszédet mondjon egy gyűlésen, egy szélsőséges nacionalista, Náthúrám Godsze  – aki a hinduk árulójának tekintette őt – lelőtte. Három golyót lőtt közvetlen közelről a mellkasába. Egyes hírek szerint azonnal meghalt, más szerint fél órával később, miután a közeli Birla Ház szobájába vitték.
Dzsaváharlál Nehru miniszterelnök az All-India Rádióban így szólalt meg: 
Barátaim és bajtársaim, a fény kialudt az életünkből, és minden sötétbe borul, és nem igazán tudom, mit mondjak önöknek vagy hogyan mondjam. Szeretett vezetőnk, Bapu, ahogy mi hívtuk, a nemzet atyja, nincs többé. 
„A Mahátma él!” – ezt zúgta újra, meg újra a hatalmas gyászoló tömeg, amikor Gandhit utolsó útjára kísérte. A törékeny test, amelyet szigorú gazdája annyiszor sanyargatott és keménnyé edzett, elhamvadt a máglya tüzében, de, semmi kétség, a „Nagy Lélek" továbbra is élt és hatott az emberek között.

### Egyéb

#### Merényletek
Annak ellenére, hogy az erőszakmentesség élő példája volt, az élete folyamán a hindu nacionalisták többször is próbálták megölni.

#### Elismerések
Indira Gandhi férje az ő iránta érzett tiszteletből változtatta az eredetileg „Ghandy” nevét „Gandhi”-ra, így aztán nősülése után Indira is ezt a vezetéknevet kapta.
1930-ban a Time magazintól megkapta az év embere című megtiszteltetést.
Öt különböző évben is (1937, 1938, 1939, 1947 és 1948 – a halála előtt pár nappal) jelölték a Nobel-békedíjra, ennek ellenére sosem kapta meg.
2007 júniusában az ENSZ közgyűlése október 2-át, Gandhi születésnapját az erőszakmentesség világnapjává nyilvánította.

#### Leszármazottak
Leszármazottai Indiában és más országokban élnek. Egyik unokája, Rajmohan Gandhi egyetemi professzor az amerikai Illinois államban és Gandhi egyik életrajzi könyvének (Mohandas) a szerzője, Egy másik unokája, Tarun Gandhi, a nagyapjáról szóló több könyv szerzője. Egy harmadik unokáját, Kanu Ramdas Gandhi-t (Ramdas Gandhi egyik fia) a 2010-es években Delhi egyik öregotthonában fedezték fel, aki korábban szintén az Egyesült Államokban tanított.

## Tanítása

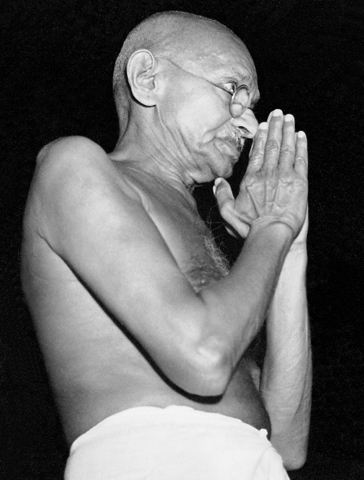
Beszédei végén a hindu 'namaszté' köszöntéssel, összetette kezeit és enyhén meghajolt, amely azt jelenti, "az én szívem és a te szíved egy – légy üdvözölve" vagy ""Hódolatomat ajánlom neked"

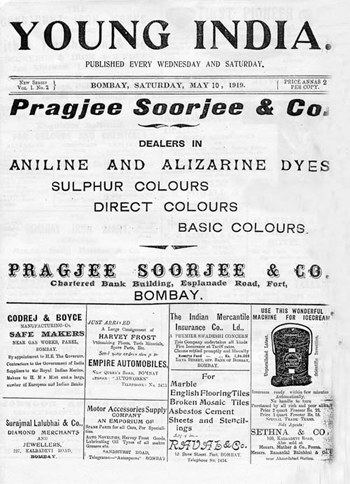
A "Young India című folyóirat egy címlapja 1919-ből

Gandhit a példaadó karizmatikus vezetők egyik legismertebb 20. századi képviselőjeként ismerjük, aki személyes példamutatása által kívánt tanítani.  Amikor megkérdezték, hogy mit üzen az emberiségnek, csak ennyit mondott: 
„Az életem az üzenetem.”  
Az önfegyelem, önfeláldozás, az erőszakmentesség élő megtestesítője volt. Minden kasztú, nemű, vallású, felekezetű, bőrszínű embert egyformán kezelt. Állandóan másokért imádkozott.
Három nagy tanítót vallott magáénak: Krisztust, Krisnát és Buddhát.
Soha nem állította, hogy bármilyen új elvet vagy tant alkotott volna, csak próbálta alkalmazni „az örök igazságokat a mindennapi életünkre és gondjainkra.” Saját bevallása szerint nézeteinek kialakítását befolyásolták a hindu etika, a bhakti szentek, az advaita védánta és éppúgy merített a Bibliából és más szent iratokból, továbbá Thoreau, Ruskin, Emerson, Mazzini, Tolsztoj műveiből, mint a hindu írásokból. Nagy hatással volt rá a Bhagavad-gítá, a Hegyi beszéd, Tolsztoj Isten országa benned van című írása, Ruskin Mind a végsőkig és Thoreau Polgári engedetlenség című alkotásai. Egy dzsain barátjától, Srímád Rádzsacsandrától tanulta meg értékelni az ahimszá-t, azaz az erőszakmentességet.
Az igazság utáni kutatása során minden eszmét gondosan mérlegre helyezett. Úgy vélte, hogy valamennyi vallási hagyomány az egyetlen Isten különböző megnyilvánulása. Kijelentette, hogy üzenete és módszereinek lényege az egész világnak szól. Gyakorlatban is példát mutatott a világnak és követőinek.
Tanításában gyakran Jézus útmutatása jelent meg: „Szeressétek ellenségeiteket, imádkozzatok üldözőitekért, azokra, akik átkoznak benneteket, mondjatok áldást..!” 
- „Személyes hitem teljesen egyértelmű. Szándékosan semmit sem sérthetek meg, ami él, emberi lényeket végképp nem, még ha a legnagyobb rosszat teszik is nekem és az enyéimnek.”[76]

Intette az embereket, hogy óvakodjanak attól, hogy gonoszsággal vádolják egymást.
- „Akiket rossznak tartunk, azoktól elkerülhetetlenül visszakapjuk ezt a bókot.”[77] „A gyanú az erőszak melegágya. Az erőszakmentesség nem tehet mást, mint hogy bízik.”[78]

Ha bizalommal és szeretettel közeledünk az emberek felé többszörösen visszakapjuk a bizalmat és a szeretetet.
- „Az ember nem más, mint saját gondolatainak terméke: azzá válik, amit gondol.”[80]

Az emberek gyakran azzá válnak, aminek hiszik magukat. Ha egyre csak azt hajtogatjuk magunknak, hogy nem vagyunk képesek valamit megtenni, akkor valóban képtelenek lehetünk rá, és ha azt a hitet tápláljuk, hogy képesek vagyunk valamire, akkor megszerezhetjük hozzá a szükséges képességet, még ha kezdetben nem is volt meg bennünk.
Mindenkinek meg kell gondolnia, hogy a legtitkosabb gondolatai is éppúgy kihatnak másokra, mint őrá magára. Ezért kell önuralmat gyakorolnia, hogy minden rossz gondolatot kirekesszen az elméjéből és csak a nemesítő gondolatokat fogadja magába.
A viszályok és háborúk ellen az erőszakmentességet, a böjtöt és az imát alkalmazta.

Nézete szerint az erőszakmentesség és a szeretet mindent legyőz!
Életmódjában az „Istenhez vezető magatartás”, a személyes példaadás, az önmegtartóztatás és a teljes megtisztulás keresése felé fordult.
Vallotta, hogy „senkinek sem sikerülhet önmaga megismerésére jutnia, ha nem szabja életét bizonyos szabályokhoz. Három ezek közül általánosan kötelező :
- Az első megkívánja, hogy az ember ragaszkodjék az igazsághoz... Nincs magasabb rendű vallás, mint az Igazság és az Igazságosság...
- A második azt kívánja, hogy az ember ne bántson meg másokat. Aki másokat megbánt, az nem alkalmas arra, hogy e világban éljen...
- A harmadik azt kívánja, hogy uralkodjunk a szenvedélyeinken, mivel csak az képes megismerni önmagát, aki a szenvedélyein teljesen úrrá tud lenni.”

S ez a tökéletesedés sem öncélú; Gandhi szerint az öntökéletesedés egyetlen célja, hogy az ember méltóképpen tudja teljesíteni kötelességét, azt a feladatot, ami egyedül őrá vár, amit senki más nem végezhet el helyette; s ez nem más, mint a többi ember önzetlen szolgálata. S ezt a szolgálatot nem azért kell vállalni, hogy másoknak jót tegyünk, hanem azért, mert ez a létezés törvénye... Minden önző vágy erkölcstelen, míg az a vágy, hogy magunkat jobbá tegyük azzal a céllal, hogy másoknak jót tehessünk, valóban erkölcsös. Azoknak, akik az erény útját járják, nem szabad elveszteniük bátorságukat arra a gondolatra, hogy az erény olyan ritka ezen a világon, és hogy az erkölcsös emberek a kisebbséget alkotják. Kötelességük egyszerűen azt tenni, ami helyes, a többit bízzák Istenre...”
Életében összesen mintegy hat és fél évet töltött különböző börtönökben. Az itt eltöltött idő önvizsgálatra, tanulásra és elmélkedésre késztette.
- „Mindannyiunknak meg kell vizsgálnunk bensőnket és megtisztítani a szívünket, amennyire csak lehet. Át kell gondolnunk, hogyan tehetjük magunkat jobbá.”[85]

Az alázat embereként folytonosan elismerte tökéletlenségét: „Sosem szabad elkövetnünk azt a hibát, hogy tévedhetetlenek vagyunk. A Természet olyannak teremtett minket, hogy ne lássuk a hátunkat, hanem ez maradjon meg a többiek kiváltságának. Ezért bölcs dolog tanulni abból, amit ők látnak.”

A Mahátmá jelzőt is megtiltotta az embereknek, hogy így szólítsák őt: „Boldogan megszavaznék egy olyan törvényt, amely bűncselekménnyé nyilvánítaná, hogy bárki Mahátmának szólítson vagy megérintse a lábam.” (dicsőítésként) 

### Igazság
Életében nagyon fontos szerep jutott az igazságnak. Ehhez még az életénél is jobban ragaszkodott. Az igazság keresése és terjesztése vált élete vezérfonalává, fő mottójává. Önéletrajzi könyvének is ezt a címet adta: „Kísérleteim az igazsággal.” A mindennapi életben úgy látszik, hogy nem mindig előnyös az igazság ösvényén járni, de ha úgy gyakoroljuk, mint életünk eszményét és célját, akkor megleljük a saját utunk.
Az igazság (szatja): törvényesség, tisztesség, az erkölcsi alapelvekhez való ragaszkodás. Az igazságosság, a becsületesség, a béketűrés, a jóság, a megbocsátás, az együttérzés, a harmónia, a szerénység, az alázat, a mások megsértésétől való tartózkodás, mind az igazság formái. Ezek az erények bár látszólag különbözőek, egy és ugyanazon formát öltenek: az igazságét.
Hirdette, hogy az ember akkor tud harmóniában élni Istennel és önmagával, ha gondolatai, szavai és cselekedetei az igazságra, az élet alaptörvényére épülnek. Hangsúlyozta, hogy az igazság az Istenhez vezető út.
- „Én csak az Igazság keresője vagyok. Hiszem, hogy a helyes úton járok és szüntelenül fáradozom, hogy megtaláljam az Igazságot. De elismerem, hogy eddig még nem találtam meg. Az Igazságot megtalálni annyit tesz, mint önmagunkat megvalósítani, rendeltetésünket betölteni, más szavakkal: tökéletessé válni...

Fájdalmasan tudatában vagyok tökéletlenségeimnek, s ebben a megismerésben rejlik minden erőm.”

### Erőszakmentesség
Gandhi látva, hogy a Dél-Afrikában élő több tízezernyi honfitársával szemben a fajüldöző kormányzat milyen politikát folytat, elhatározta, hogy küzdeni fog értük. Kidolgozta az erőszakmentes harc taktikáját. Ez nem passzivitás, hanem a legnagyobb fokú aktivitás, de nélkülözi az agressziót. Egyik része, hogy meg kell szegni az igazságtalan törvényeket, vállalva az ezért járó büntetést.
Személyes példamutatása, erkölcsi ereje, emberi tisztasága egyre több embert nyert meg az elvnek.
„Küzdelmünk célja — mondta Gandhi még mozgalma elején — barátság az egész világgal. A erőszakmentesség eljött az emberek közé... Előhírnöke a világ békéjének.” 
Az erőszakmentesség az, amikor azokat szeretjük, akik minket gyűlölnek. Ha csak azokat szeretjük, akik minket is szeretnek, az nem erőszakmentesség.
Az élet harcában a gyűlölet legyőzhető szeretettel, a szeretet nagyobb a gyűlöletnél.
- „Nacionalistának vallom magam, de az én nacionalizmusom olyan tágas, akár a világmindenség. Engem az egész Föld boldogulása foglalkoztat. Nem szeretném, ha az én Indiám más népek hamvain emelkedne fel. Ha kell időtlen időkig várok, de nem óhajtom véres eszközökkel keresni hazám szabadságát.”[92] „Nincs egyéb fegyverem, egyedül csak az erőszak-nélküliség.”[82]

Az erkölcsi erőt a brutális erő fölé emelte. Ellenzett mindenféle erőszakot, mert „ha úgy tűnik is, hogy hasznos, a haszon csak átmeneti, de a szörnyűség, amit okoz, maradandó.” Az ember mondjon le az erőszak minden formájáról, és ragaszkodjék az igazsághoz, ne engedelmeskedjen igazságtalan törvényeknek.
- „Annál, aki gyávaságból, meghunyászkodásból nem fog gyilkos fegyvert az elnyomó ellen, ezerszerte többre becsülöm azt, aki a szabadságért fegyvert ragad és öl; — de mindennél nagyobb az, aki fegyvertelenül, bátran, önfeláldozóan áll a gyűlölet fegyvere elé, nem öl, de kész meghalni az igazságért.” [30]

1927-ben egy európai újságírónak mondta a következőket, aki felkereste őt indiai ásramában:
- „Önök ott Nyugaton, a keresztény országokban, azt hiszik, hogy csak erőszakkal és háborúval lehet győzni. Az erőszak és háború még sohasem hódított végérvényesen. A keresztény egyház is csak tömeges polgári engedetlenséggel tudta meghódítani a római birodalmat. A régi keresztény misszionáriusok fegyver nélkül hódítottak az önök Krisztusa számára. Mi, indusok, jobban hiszünk az első századokbeli kereszténységben, mint önök. Az apostolok tanításait mi hűebben tolmácsoljuk, mint a mai keresztények.” [93]

Az Igazság (szatja) követése nem engedi meg az erőszak alkalmazását az ellenféllel szemben. Az ellenfelet inkább türelemmel és szeretettel kell megnyernünk, mert „ami nekünk talán igazságnak tűnik, az ellenfél előtt a szenvedés vállalásával egyértelmű.”
A második világháború végén a Japánban felrobbantott atombombák után arról beszélt, hogy az egyre nagyobb bomba nem lehet válasz semmire, hiszen az erőszak erőszakot szül.

- "Ha rátámadunk egy másik emberre, az olyan, mintha saját magunkra támadnánk, mivel mindannyian a Teremtés megnyilvánulásai vagyunk". [74]

Az erőszakmentes politikai harc Gandhi által kidolgozott módszere olyan humanista gondolkodókat, művészeket, politikusokat hódított meg, mint Einstein, Romain Rolland, Upton Sinclair, Arnold Zweig, vagy éppen Martin Luther King, akinek pályáján Gandhi példája meghatározónak bizonyult.

### Ima
Mint írta, az ima mentette meg az életét. A legfájóbb tapasztalatokban volt része, amelyek átmenetileg kétségbe ejtették. Az ima segítségével kerekedett felül ezen a kétségbeesésen. Az ima, amely nem volt mindig élete része, puszta szükségszerűségből jött, amikor olyan helyzetben találta magát, amelyben nem boldogulhatott volna nélküle. Ahogy telt-múlt az idő, Istenbe vetett hite megerősödött, s az ima iránti vágya egyre ellenállhatatlanabbá vált. Abban is bizonyossá vált, hogy az ima olyan csalhatatlan eszköz, amely megtisztítja az ember szívét a szenvedélyektől. De az imának a legnagyobb alázattal kell párosulnia.
- „Ismerje fel mindenki, hogy a napi ima milyen új színt hozhat az ember életébe!”[96]

### Böjt
Azt tartotta a böjtről, hogy a testen kívül az ember lelke és gondolatvilága is megtisztul általa és az egyén magasabb tudatállapotba kerül.
Sokszor heteken át semmit sem evett, csak citrommal ízesített vizet ivott. Beszédeket tartott és az embereken segített. Reményt és bátorságot öntött az emberekbe, hogy nemsokára egy jobb élet köszönt majd rájuk. Általában 20 percig ő maga beszélt, majd 20 percig válaszolt az emberek kérdéseire. Többek között azt tanácsolta az embereknek, hogy tisztítsák meg a testüket és ők is böjtöljenek, és akkor békét és boldogságot fognak találni ezen a földön, akármilyen szegények is legyenek. "A böjtölő lelke újjászületik" – hirdette.

### Egyszerűség
Már korán letette szegénységi fogadalmát. Ez azzal járt, hogy lemondott kiterjedt jogi praxisáról, amely minden évben jelentős jövedelmet hozott neki. Vagyonát szétosztotta a szegények között.
Mély meggyőződése volt, hogy mindenkinek egyszerű életet kellene vezetnie. Az egyszerűség képviselőjeként lemondott a nyugati ruhák viseléséről is. Arra ugyanis mint a siker és jólét szimbólumára tekintett. Márpedig az ő idejében egy átlag indiai nagy ínségben élt. Erkölcstelennek érezte a hivalkodó öltözéket, dús lakomákat, a paloták csillogását, amíg az indiai parasztnak nincs váltás ruhája, kétszeri étkezésre sem futja, és sárkunyhóját elmossa az eső. Gandhi meg akarta mutatni, hogy nemcsak átérzi, hanem osztja is sorsukat, ezért ő is a legszegényebbek által viselt ruhát hordta és gyalog járt India poros útjain faluról falura. Hirdette, hogy akik többet esznek, költenek az élethez szükséges minimumnál, azt már egy éhenhaló ember szájától „lopják el”.
A pazarlást minden formájában elítélte. Gyakran mondta: "A pazarlásnak nincs helye a kampányainkban." Az 1930-as évek elején egy dhoti ágyékkötőben és fehér lepelben érkezett Európába is és így ment a londoni kerekasztal-konferenciára és a királyhoz a Buckingham-palotába. Churchill mérgében "India félmeztelen fakírjának" nevezte.
Önmagáról úgy nyilatkozott, hogy egy szegény koldus, mégis a világ leggazdagabb emberének érzi magát, mert soha nem szenvedett hiányt sem önmagát, sem a közérdekű céljait illetően.
„Nagyon könnyű és kényelmes életet élek. Minden rendelkezésemre áll, amire csak szükségem lehet, anélkül hogy a legkisebb gondot is kellene fordítanom bármiféle személyes vagyontárgy birtoklására. Életem a szakadatlan munka közepette is örömteli. Mivel nem gondolok a holnap gondjával, szabadnak érzem magam, mint a madár.”

„Isten mindig idejében és csalhatatlan biztonsággal válaszolt... A világ talán nevethet azon, hogy minden tulajdonról lemondok. Ez a vagyontalanság nekem hasznomra vált. Szeretném, ha a többi ember is hozzám hasonlóan elégedett lenne. A legnagyobb kincs az, ami a birtokomban van.”

### Vegetarianizmus
Származásából és erkölcsi felfogásából adódóan a vegetarianizmus mellett tett hitet. Mint mondta „egy nemzet nagysága és erkölcsi fejlettsége híven tükröződik abban, ahogy az állatokkal bánik... Helytelen mindennapi imáinkban a könyörületes Isten áldását kérnünk, míg magunk nem gyakorlunk elemi könyörületet teremtménytársaink iránt.”
"Számomra a bárány élete nem értéktelenebb, mint egy ember élete. Vonakodnom kellene, hogy elvegyem egy bárány életét az emberi test kedvéért. Fenntartom, hogy minél tehetetlenebb egy teremtmény, annál inkább az ember feladata megvédeni az ember kegyetlenségétől."
Az ahimsza az ind filozófiában és vallásokban erőszakmentességet jelent, amely minden érző lényre vonatkozik – beleértve az állatokat is.

### Szexuális önmegtartóztatás
Gandhi tanainak középpontjában a szellemi és testi tisztaság gondolata állt és minden, amit hirdetett, azt a célt szolgálta, hogy ez a tisztaság diadalra jusson az alsóbbrendű lét szenvedélyei és vágyai fölött. Tanítása alapján az ember abban különbözik az állattól, hogy értelmével úrrá lehet ösztönei felett.
Visszatekintve szégyenkezett amiatt, hogy – kultúrája miatt – korán házasodott. Ezt az érzést csak erősítette, hogy bevallása szerint vágyott is feleségre. Később arra a meggyőződésre jutott, hogy a szexuális egyesülésnek nem a vágy beteljesítését, hanem a gyermekek nemzését kell szolgálnia. Harmincas évei közepén, felesége beleegyezésével Gandhi letette a szexuális életet is örökre lezáró brahmacsarja esküt. Számára ez az önmegtartóztatási eskü emberi létének kiteljesedését jelentette.
Bár időnként, – még ötvenes éveiben is, – kényelmetlennek és nehéznek érezte, a brahmacsarja gyakorlása megszabadította életét a felesleges dolgoktól és megerősítette céltudatosságát.
Megerősödött abban a meggyőződésében is, hogy a szexuális és az étrendi megszorítások segítenek megszabadulni az embert állati mozgatórugóitól és alantas érdekeitől.

### A vallások egyetemessége
Vallási univerzalizmust tanított, és az összes vallás igazsága iránti tiszteletet hirdette. Krisztus arcképe a szobája falán függött, és a hegyi beszéd igazságainak a gyakorlatba ültetése életének fő feladata volt. Önmagát soha nem tartotta kereszténynek vagy hindunak, de hirdette, hogy ő egyszerre zsidó, muzulmán, hindu és keresztény. Hitt abban, hogy a Biblia, a Korán, a Zend-Aveszta és a Védák mind isteni inspirációra születtek.
Krisztusról a következőképp beszélt Gandhi: „Bizonyos vagyok abban, hogy ha ma élne is itt közöttünk, azokat is megáldaná, akik talán hírből sem hallottak róla. Amiképp a Bibliában írva van: »Nem mindenki, aki ezt mondja nékem: Uram! Uram!, megy be a mennyek országába; hanem aki cselekszi az én mennyei Atyám akaratát.« 
Amikor a hinduk és a muzulmánok közötti ellenségeskedés már elviselhetetlenné duzzadt, és elsöpörte a két közösség barátságát, Gandhi így nyilatkozott: „A muszlimok barátjának tartom magam. Ők az én édestestvéreim. A hibáik az én hibáim, s osztozom az örömükben és a bánatukban. Minden vétség, amelyet egy muszlim elkövet, olyannyira bánt engem, mintha egy hindu követte volna el.. egész India a családom.” „Isten megtagadása az, ha valaki másokat bántalmaz, megszentségteleníti a templomokat vagy mecseteket, ha más ember vallását ócsárolja... Ahol szeretet van, ott az élet. A gyűlölet pusztulásra vezet.”
- „Isten az Igazság és a szeretet, ő az etika és az erkölcs.”[112]

Sohasem fogjuk megismerni Istent, ha nem birkózunk meg a rosszal és nem küzdünk ellene. A rossznak minden kísértését szilárdan le kell küzdenünk.
Számára Isten a legnagyobb demokrata, mert meghagyja a szabadságunkat, hogy magunk válasszunk a rossz és jó között.

Gandhi felszólította az embereket, hogy tisztítsák meg szívüket és legyenek könyörületesek. Legyen a szívük olyan végtelen, mint a tenger. Nincs joguk rosszindulattal viseltetni senki iránt, vagy egy szót is szólni ellenük.
A vallás számára az egyenlőség, az igazság és a felebaráti szeretet gyakorlatba ültetését jelentette, a Ráma-rádzsja, vagyis az Isteni Királyság megvalósítását.

### Önzetlen szolgálat
Gandhi életcélként a többi ember önzetlen szolgálatát jelölte meg. Ezt a szolgálatot nem azért kell vállalni, hogy másoknak jót tegyünk, hanem azért, mert ez a létezés törvénye.
- „Az emberiség szolgálatán keresztül szándékozom meglátni Istent, mert tudom, hogy Isten nem az egekben s nem is odalenn lakozik, hanem mindenkiben.”[115]

Az erkölcsiség vallása című könyvében írjaː
- "Minden emberi célok legnemesebbike: Isten odaadó tisztelete. Az istentisztelet legmagasabb formája abban áll, hogy Isten művét végezzük, engedelmeskedve az erkölcsi törvénynek és érdek nélkül szolgálva az emberiséget."[82]
- "Elvárom, hogy mindannyian (a követői) a szolgálatnak szenteljék az életüket, gyakoroljanak önuralmat a lehetőségeik szerint és mondjanak le a vagyonszerzés vágyáról."[116]

### Lelkiismeret
Gyakran, amikor erkölcsi dilemmába került, a lelkiismeretére támaszkodott, hogy megtegyen vagy ne tegyen meg valamit. Ez a belső irányító hang az, amely felette áll bármilyen racionális érvnek vagy vitának. A legjobb nevelő, vagy az iránytű, amely az örök isteni igazság sarkcsillagára mutat. A lelkiismeret ellen tenni annyi, mint szembefordulni az isteni törvénnyel. 
- „Az egyetlen tekintély, akit e világon elfogadok, nem más, mint a bensőmben megszólaló »nyugodt, halk hang«. Még ha bele is kell törődnöm abba, hogy nézetemmel magamra maradok, alázattal hiszem, hogy bátran vállalom e reménytelen kisebbséget.”[117]
- Létezik egy magasabb szintű bíróság, mint a földi bíróságok, és ez a lelkiismeret.[118]

A helyes ítéletet csak az erkölcsi judicium dönti el, a halk belső hang, amelyre Gandhi éppúgy hivatkozott, mint egykor Szókratész.

### Szatjágraha
A Szatjágraha a Gandhi által vezetett, erőszakmentességet valló, passzív ellenállás mozgalma volt. A szatjá igazságot jelent, a kifejezés pedig az igazsághoz való ragaszkodást, az igazság hatalmát. 
"Az igazság kizárja az erőszak alkalmazását, miután az ember nem képes felismerni az abszolút igazságot, ezért ahhoz sincs joga, hogy büntessen."
A szatjágrahában összefonódik egymással a tapasznak tulajdonított erő és az ahimsza hagyománya.
A követője inkább börtönbe vonult, mint igazságtalan törvényeknek engedelmeskedjen.

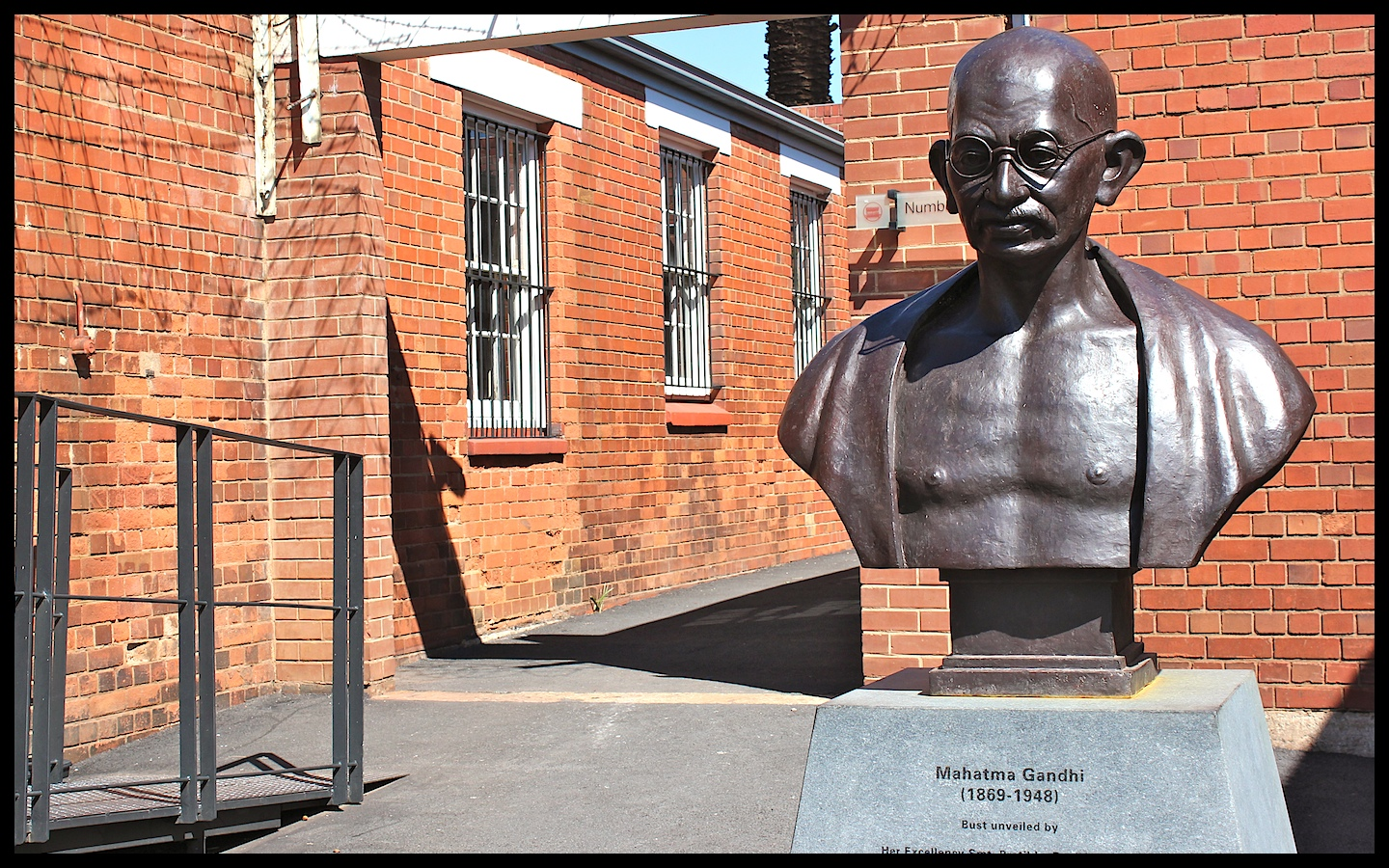
Gandhi mellszobra Johannesburgban

A szatjágraha  követőinek a fogadalma volt, amelyet maga Gandhi is gyakorolt:
- „erőszakmentesség (ahimsza),
- igazságszeretet (szatja),
- önmegtartóztatás (brahmacsarja),
- birtoklásmentesség (aparigraha),
- fizikai munka,
- a tulajdon tisztelete – a lopás tiltása (asztéja),
- az étvágy féken tartása, a nyalánkság megzabolázása
- szvadésí – külföldi iparcikkek mellőzése, házilag készült termékek használata
- minden vallás egyenértékű tisztelete,
- félelemnélküliség – aki fél, nem képes a többi elv betartására, ezért meg kell szabadulni minden félelemtől,
- az érinthetetlenség intézményétől (kasztok) való távolságtartás.” Gandhi az érinthetetleneket haridzsanoknak, „Isten gyermekei”-nek nevezte el és ugyanezen címmel hetilapot is indított.[123]

### Idézetek Gandhitól
- „A különbség a között, amit megteszünk és amire képesek lennénk, megváltoztathatná a világot.”
- „Magad legyél a változás, amit a világban látni akarsz.”
- „A gyengék nem tudnak megbocsátani. A megbocsátás az erősek tulajdonsága.”
- „Sokkal nehezebb legyőzni a láthatatlan szenvedélyeket, mint fegyverrel meghódítani a látható világot.”
- „Önmagunk megtalálásának a legjobb módja, ha elveszünk mások szolgálatában.”
- „A szemet szemért elv vakítja meg az egész világot.”
- „Mindaddig, míg nem érzünk rokonszenvet és szeretetet minden élőlénytársunk iránt, nem mondhatjuk, hogy megértettük az erkölcs törvényét.”
- „Kétféle hatalom létezik. Az egyik a büntetéstől való félelemmel éri el a célját, a másik szeretetteljes cselekedetekkel. A szereteten alapuló hatalom százszorta hatékonyabb és maradandóbb.”
- „Élj úgy, mintha holnap meghalnál, de tanulj úgy, mintha örökké élhetnél.”

## Természetgyógyászati tanácsai

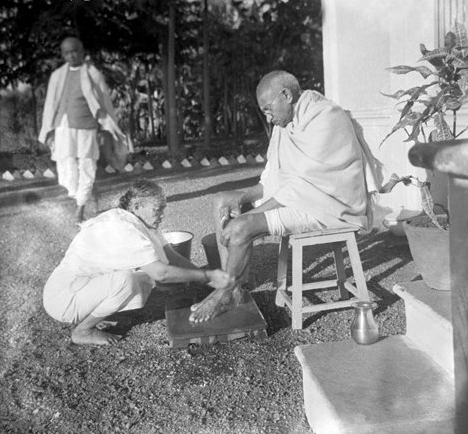
Kasztúrbáí a férje lábát mossa, 1935 körüli felvétel

A 20. század elején jelent meg gudzsaráti nyelven a természetgyógyászati cikk-sorozata az általa alapított lapban, az Indian Opinion-ban.  1921-ben angolul is megjelent A Guide to Health (Egészségre Vezérlő Kalauz) címen és Indián kívül – még Gandhi életében – ez az egyik legolvasottabb könyve lett.
Gandhit fiatalabb korában vonzotta az orvostudomány, de a származásából adódó vallási nézetek mellett azért is döntött végül a jogászi pálya mellett, mert úgy gondolta, hogy nem tisztességes foglalkozás az orvosé. A nyugati orvostudománnyal az igazi természetes orvoslást állítja szembe: minden betegségnek ugyanaz az eredete, hogy nem követjük az egészség természeti törvényeit.
Egészségprogramjának részeként a hivatalos (nyugati) gyógyszeralapú orvostudománnyal szemben az ősi indiai ájurvédikus hagyományokon alapuló természetgyógyászatot képviselte és hirdette miután tanulmányai és személyes tapasztalatai során meggyőződött a természetes életmód értékeiről és hatásosságáról. 
 A gyógyszerek helyettesítéseként Gandhi módszerében a böjt és a helyes étrendbeállítás állt a középpontban.
"Ahogy életem mind egyszerűbbé vált, egyre jobban idegenkedtem az orvosságoktól... Bár életem folyamán kétszer is megesett, hogy súlyos betegség vett elő, azt tartom, hogy az embernek nemigen van szüksége gyógyszerekre. Ezer eset közül kilencszázkilencvenkilencben a beteg meggyógyítható jól szabályozott diéta, agyag- és vízkúra és hasonló eljárások segítségével. Aki minden bajával orvoshoz szalad és mindenféle gyógyszert fogyaszt ahelyett hogy testének urává válnék, a szolgája lesz, nincs többé önmagán hatalma. Nehogy az olvasó félretolja ezeket a megjegyzéseket, mondván hogy hiszen betegágyamban írtam le... Én magam vagyok e bajok oka... inkább hálát adtam Istennek a leckéért, és sikerrel álltam ellen a kísértésnek, hogy mindenféle orvosságokkal tömjem magam... Aki drogoktól és gyógyszerektől várja gyógyulását, olyan bolond az, mint aki takarítás helyett eltakarással próbálja meg elfedni a háza belsejében összegyűlt szemetet."
Gandhi külsőleg törékeny kinézetű ember volt. A látszat azonban csalt, tele volt energiával. Miközben egy több hetes böjtölése alatt ő és követői, akik megpróbálták utánozni – pár hét alatt több száz kilométert tettek meg gyalog, a vele tartók közül többen összeestek a kimerültségtől az út szélén és csak ökrös szekéren tudták folytatni az utat. "Az új generáció gyenge és nagyon elkényeztetett." – jegyezte meg. 

Gandhi a gyaloglás lelkes híve volt, mindig kereste a gyaloglás lehetőségeit, bárhol lakott is. A gyaloglás ajánlásakor arra hivatkozik, hogy "a mi szádhuink és fakírjaink is végiggyalogolják az országot."
A gyaloglás a test minden részét megmozgatja és friss keringésre készteti a vért, ha gyorsan megyünk, friss levegőt lélegzünk be. Ki kell mennünk a földekre és az erdőkbe, hogy belekóstoljunk a természetbe. A természet szépségének szemlélete örömben is részesít minket. Végezzünk légzésgyakorlatokat a friss levegőn és a lakásunkban is gondoskodjunk a gyakori szellőztetésről, nyitott ablaknál való alvásról.
A tevékenységet, a test edzését igen fontosként tárgyalja. "Bármilyen munkája legyen is az embernek, mindig kell időt szakítania a testgyakorlásra, miként az étkezésre is szakítunk időt." Gondolatmenetében a paraszti munkát, az (indiai) paraszt természetes életét és tevékenységét tartotta az eszményi tevékenységnek. Minél jobban eltérünk ettől az állapottól, annál inkább kárát vallja egészségünk.
A táplálkozásában Gandhi nemcsak vallási és erkölcsi, de egészségügyi szempontból is elutasította a húsevést. A vastagbélben rothadással bomlik, ez állandó önmérgezésforrás a szervezetben és számos betegség kiváltója. "Az emberi felépítés gondos vizsgálata azt bizonyítja, hogy a hús nem természetes táplálék... és a Természet az embert növényevőnek szánta." A vegetárius étrendet illetően első alapfeltétele, hogy a gyümölcsétrend a legjobb étrend, a gyümölcsök az ember fennmaradásához szükséges összes elemet tartalmazzák. Második alaptétele: "Nem szükséges megfőzni ételünket. Ami nyersen nem ehető, azt nem szánta a Természet tápláléknak." "Sok drága időt vesztegetünk főzésre. Ha nyers étrenden tudnánk élni, sok időt, energiát és pénzt spórolhatnánk meg, amit hasznosabb célra fordíthatnánk. Továbbmenve "a gyümölcsétkezés után a növényi étrend a legjobb. Ez gyümölcsön, zöldségen kívül főzelék- és gabonafélékből, valamint tejből áll."
Elítélte az Indiában szokásos erős fűszerezést és az erős sózást is.
A mértékletesség mellett az alapos rágást hangsúlyozza. Eszerint az ételt teljesen folyékony péppé kell rágnunk, amíg csak az ízét érezni lehet. "Annak, akinek kellemetlen szagú a széklete, meg kell értenie, hogy egészségtelen ételt evett, és nem rágta meg jól... Sok zavarnak az a gyökere, hogy gyomrunkat latrinává változtatjuk és magunkkal cipeljük ezt a latrinát. Ha józanul meggondoljuk a dolgot, megvetést fogunk érezni magunkkal szemben. Mi haspókok módjára oda szoktattuk az ínyünket, hogy mindig természetellenes ízek után vágyódjék."
Még fiatalon Gandhi napjában többször evett, majd később áttért a napi kétszeri könnyű étkezésre. Úgy vélte, hogy az emberek a nyugati világban túl sok táplálékot vesznek magukhoz.
"A betegség nem más, mint a Természet figyelmeztetése, hogy szemét halmozódott fel a test valamely részében, és a bölcsesség azt tanácsolja, tegyük lehetővé, hogy a Természet kitakarítsa ezt a piszkot. Ne fedjük el gyógyszerekkel. Aki gyógyszert vesz be, megnehezíti a Természet munkáját. A Természet munkáját úgy segíthetjük, ha bizonyos elemi alapelveket ismerünk, például böjtölünk, hogy a szemét ne szaporodjék, és szabad levegőn testgyakorlatokat végzünk, hogy a szemét egy része izzadás útján távozzon. A legfontosabb pedig az, hogy elménket szigorú felügyelet alatt tartsuk."
Az ember rabsága vagy szabadsága értelmének állapotától függ. Ebből következik, hogy rajtunk múlik, egészségesek vagyunk-e vagy betegek.
Gandhi szólt még a dohányzás ártalmáról; a vízkúrák, a hideg vizes pakolás és az agyagborítás hasznáról, az önmegtartóztatásról, a test és lélek egymásra hatásáról, a pszichoszomatikáról. A test és lélek között nagyon szoros kapcsolat van, ha bármelyikkel baj van, a másik is megszenvedi. "Akinek jelleme nem tiszta, az nem tarthatja magát igazán egészségesnek. A beteg lelket magában foglaló test is beteg." És fordítva is igaz: egy beteg testnek beteg gondolatai vannak.
Az egészség természetes szabályainak betartása megszabadít minket a betegségektől. "A gyógyítás egyetlen természetes rendszere az, hogy az egészség alapvető törvényeinek megőrzésével a betegség gyökerét szaggassuk ki."
Az egészség és a gyógyulás lényegének tartja, hogy hit által lelkierőnk legyen, és a Gondviselésbe vetett bizalom töltsön el bennünket.
A tisztaság, a test megtisztítása és tisztán tartása a salakanyagoktól, mérgektől, mindenféle tisztátalanságtól. A testünk és lelkünk tisztán tartása isteni törvény is: a test Isten és a lélek temploma, tisztán kell megőriznünk. Elsődleges a negatív, gyűlölködő, rosszindulatú gondolatoktól, érzésektől, méregtől, szorongástól való megszabadulás.
- "A világ egész más képet ölt magára, ha a férfiak és nők szigorú önfegyelemmel megváltoztatják az életüket."[124]

## Művek

### Magyarul
- Gandhi Mahátmá válogatott írásai és beszédei; ford., bev. Baktay Ervin; Athenaeum, Bp., 1926 (Gondolat és írás)
- Mahátmá Gandhi, az indiai szabadsághős könyve; vál., ford., bev. Baktay Ervin; Athenaeum, Bp., 1927
- Önéletrajz, avagy Az igazsággal való próbálkozásaim története; jegyz., utószó Gáthy Vera, ford. Fridli Judit; Európa, Bp., 1987 (Emlékezése)
- Az erkölcsiség vallása; ford., bev. Baktay Ervin; Farkas Lőrinc Imre, Bp., 1998
- Az igazság szolgája; szerk., jegyz. Sitkéry Zoltán, ford. Fridli Judit, Balázs Katalin; Ursus Libris, Bp., 2003 (A cselekvés útja mint spirituális ösvény)
- Esszék, aforizmák, idézetek; összeáll., ford. Aklan Anna Katalin; General Press, Bp., 2008
- Mahátma Gandhi–Őszentsége a XIV. Dalai Láma: Erőszakmentesség és együttérzés; ford. Barcza Zoltán; Cartaphilus, Bp., 2008 (A tibeti hagyomány könyvei)
- Önéletrajz. Kísérleteim az igazsággal; ford. Fridli Judit, átdolg. Tekulics Judit, Somogyi Eszter, utószó Gáthy Vera; Etalon, Bp., 2009
- Hind Szvarádzs, avagy az indiai önkormányzat; ford., bev., jegyz. Bodor András, szöveggond. Szenkovics Dezső; Kriterion, Kolozsvár, 2010 (Téka)
- Önéletrajz. Kísérleteim az igazsággal; ford. Fridli Judit, átdolg. Tekulics Judit, Somogyi Eszter, utószó Gáthy Vera; 3. jav. kiad.; Etalon, Bp., 2015
- India szabadsága. Hind swaraj; ford. Raffai Péter; Kreatív Kontroll Kft., Bp., 2019

## Forrás
- ↑ Önéletrajz:  M. K. Gándhi: Önéletrajz avagy Kísérleteim az Igazsággal; Etalon, Bp., 2015